# سنجاب اندرسون
سنجاب اندرسون (نام علمی: Callosciurus quinquestriatus) نام یک گونه از سرده زیباسنجاب‌ها است.